# Tracheplexia
Tracheplexia é um gênero de traça pertencente à família Arctiidae.